# Argyrtes macropus
Argyrtes macropus är en insektsart som först beskrevs av Rehn, J.A.G. 1904.  Argyrtes macropus ingår i släktet Argyrtes och familjen grottvårtbitare. Inga underarter finns listade i Catalogue of Life.